# A Little Trip to Heaven
A Little Trip to Heaven är en isländsk-amerikansk thrillerfilm från 2005, i regi av Baltasar Kormákur. Filmen utspelar sig i Hastings i Minnesota. Det har skett en bilolycka och en livförsäkring ska lösas ut. Försäkringsjusteraren Abe Holt kallas in för att undersöka eventuella oegentligheter bakom dödsfallet.
Filmen spelades in på Island. Vid Göteborg Film Festival 2006 belönades den med FIPRESCI-priset.

## Rollista (i urval)
- Forest Whitaker – Abe Holt
- Jeremy Renner – Fred McBride
- Julia Stiles – Isold McBride
- Peter Coyote – Frank